# Liste von Kraftwerken in Mauretanien
Die Kraftwerke in Mauretanien werden sowohl auf einer Karte als auch in Tabellen (mit Kennzahlen) dargestellt. Die Liste ist nicht vollständig.

## Installierte Leistung und Jahreserzeugung
Im Jahre 2016 lag Mauretanien bzgl. der installierten Leistung mit 558 MW an Stelle 144 und bzgl. der jährlichen Erzeugung mit 1,139 Mrd. kWh an Stelle 147 in der Welt. Der Elektrifizierungsgrad lag 2016 bei 41,7 % (81 % in den Städten und 2,3 % in ländlichen Gebieten). Mauretanien war 2016 bzgl. der Stromerzeugung autark; weder importierte noch exportierte es Elektrizität.
Der staatliche Stromversorger Société mauritanienne d'électricité (SOMELEC) betreibt 60 Anlagen mit einer installierten Leistung von 486 MW (Stand Dezember 2019). Es ist geplant, drei 225-kV-Leitungen zu errichten, um die Bevölkerungszentren an der Küste und im Süden des Landes sowie einige der derzeitigen Inselnetze im Landesinneren zu verbinden. Eine weitere 225-kV-Leitung soll Nouakchott mit dem Senegal verbinden.
Es ist beabsichtigt, Elektrizität sowohl nach Mali als auch in den Senegal zu exportieren.

## Karte
| Nouakchott |

| Sheikh Zayed |

| Zouérat |

## Kalorische Kraftwerke
| Name des Kraftwerks | Inst. Leistung (MW) | Typ / Brennstoff | Status     |
| ------------------- | ------------------- | ---------------- | ---------- |
| Nouakchott          | 180                 | Erdgas           | in Betrieb |

## Solarkraftwerke
| Name des Kraftwerks | Inst. Leistung (MW) | Typ          | Status                 |
| ------------------- | ------------------- | ------------ | ---------------------- |
| Nouakchott          | 50                  | Photovoltaik | in Betrieb (seit 2017) |
| Sheikh Zayed        | 15                  | Photovoltaik | in Betrieb (seit 2013) |
| Zouérat             | 3                   | Photovoltaik | in Betrieb (seit 2013) |

## Wasserkraftwerke
Der einzige ständig wasserführende Fluss Mauretaniens ist der Senegal, der die Grenze zum südlich gelegenen Nachbarland Senegal bildet. Derzeit (Stand Juni 2020) befinden sich entlang der Grenze keine Wasserkraftwerke, so dass Mauretanien über keine eigenen Wasserkraftwerke verfügt. Ein Teil der Stromerzeugung von drei Wasserkraftwerken in dem Nachbarland Mali steht vertraglich aber Mauretanien zu.
| Name des Kraftwerks | Inst. Leistung (MW) | Fluss   | Status                                                     |
| ------------------- | ------------------- | ------- | ---------------------------------------------------------- |
| Félou               | 60                  | Senegal | in Betrieb seit 2013 (Anteil 30 %)                         |
| Gouina              | 140                 | Senegal | in Bau (Anteil 33 %); Inbetriebnahme für Ende 2020 geplant |
| Manantali           | 200                 | Bafing  | in Betrieb seit 2001 (Anteil 15 %)                         |

## Windparks
Laut The Wind Power waren in Mauretanien Ende 2019 Windkraftanlagen mit einer Gesamtleistung von 102 MW in Betrieb.
| Name des Windparks | Inst. Leistung (MW) | Anzahl     | Status                               |
| ------------------ | ------------------- | ---------- | ------------------------------------ |
| Boulenouar         | 102                 | 39         | Inbetriebnahme für Ende 2020 geplant |
| Nouadhibou         | 4,4                 | 16 × 0,275 | in Betrieb (seit 2012)               |
| Nouakchott         | 30                  | 15 × 2     | in Betrieb (seit 2015)               |